# 2017年10月6日福岛近海地震 (23时56分)
37°06′00″N 141°11′49″E / 37.100°N 141.197°E
2017年10月福岛近海地震是2017年10月6日23时56分40秒发生于日本福岛县近海的一次地震，是一次2011年日本東北地方太平洋近海地震的余震，同时也是日本气象厅所发布的日本附近地区主要被害地震列表中的一次地震。地震规模为Mj 5.9级、MW 5.7级，震源深度约为53.0千米。本次地震触发了2017年日本气象厅第6次紧急地震速报（警报），且引发了整个东北地方和关东地方的震动。位于福岛县滨通地区的楢葉町和川内村观测到最大震度5弱。截止2017年10月8日，共造成1人受伤。

## 地震详情

### 构造背景
日本列岛地处欧亚大陆板块、北美洲板块、太平洋板块和菲律宾板块四个板块的交界处，是组成环太平洋火山地震带的一部分。太平洋板块、北美洲板块和欧亚大陆板块、菲律宾板块互相碰撞，使得日本列岛逐渐从海底突起，这使得日本附近地区火山、地震等自然灾害频发。而福岛县近海位于北美板块和太平洋板块的接壤处，是日本地震最频繁的地区之一。
福岛县近海1923年1月以来，本次地震震中附近发生过多次7级或以上规模的地震。如1938年11月5日17时43分在本次地震震中附近发生了Mj 7.5级地震（即1938年福岛近海地震），使得附近地区沿岸被海啸侵袭（如宫城县七滨町沿岸观测到了高度为113厘米的海啸）。还有在1987年2月6日同一天内接连发生的MW 6.7级和MW 6.4级地震（即1987年福岛近海地震）震中也均位于此处。而日本有观测纪录以来规模最大的地震（即2011年日本东北地方太平洋近海地震）的震源域也包含这片区域。日本气象厅认为，本次地震为2011年日本東北地方太平洋近海地震的的余震，本次地震的余震活动将会持续活跃，警告震中附近的居民时刻警惕余震。

### 机构观测解析
本次地震触发了紧急地震速報（警報）。日本气象厅在检测到地震波后9.2秒，对福岛县全域、茨城县全域、栃木县全域和山形县村山地方发布了紧急地震速報（警報）。
日本气象厅正式测定本次地震规模为Mj 5.9级、MW 5.7级，震源深度约53千米。韩国气象厅亦测定本次地震规模为5.9级。福岛县滨通地区辖区内的楢葉町和川内村观测到最大震度5弱，关东地方、东北地方、甲信越地方和北海道均观测到震度1以上的烈度。福岛县中通和滨通观测到长周期地震动。防灾科学技术研究所（NIED）设立于日本各地的震度计中有482个记录到了振动，其中于茨城县久慈郡大子町的震度计记录到了232.5gal的峰值加速度。中国地震台网虽然没有在首页报告关于本次地震的信息，但在中国台网统一地震目录中可查询到本次地震的相关信息。中国地震台网所测定的本次地震的地震规模为MS 5.4级，震源深度约55千米，但震中位置与日本气象厅所报告位置略有差异，为东经140.99度，北纬37.08度。
美国地质勘探局于地震当天测定本次地震规模为MW 5.4级，震源深度约47.4千米，最大烈度为修订麦加利地震烈度5（V）度。2017年10月10日，美国地质勘探局发布了本次地震的DYFI页面，通过居民报告分析出本次地震最大烈度为6（VI）度。2017年10月14日，美国地质勘探局将地震规模修订为MW 5.6级，震源深度修订为约35.8千米，最大烈度修订为修订麦加利地震烈度4（IV）度。而使用其他地震规模算法，得出本次地震的体波震级（mb）为5.9级。2017年11月14日，美国地质勘探局再次修订地震信息，将震源深度修订为44.0千米，同时修订了烈度分布图。

### 各地的震度
下表列出了日本氣象廳震度等級達到4或以上的地區。
| 震度 | 都道府縣 | 市區町村 |
| ---- | -------- | --- |
| 5弱  | 福島縣   | 楢葉町 川內村 |
| 4    | 宮城縣   | 白石市 名取市 角田市 岩沼市 藏王町 大河原町 村田町 丸森町 亘理町 山元町 |
| 4    | 福島縣   | 福島市 郡山市 磐城市 白河市 須賀川市 相馬市 二本松市 田村市 南相馬市 伊達市 本宮市 桑折町 國見町 川俣町 大玉村 鏡石町 泉崎村 中島村 矢吹町 棚倉町 石川町 玉川村 平田村 淺川町 古殿町 三春町 小野町 廣野町 富岡町 大熊町 雙葉町 浪江町 葛尾村 新地町 飯館村 |
| 4    | 茨城縣   | 常陸太田市 北茨城市 笠間市 大子町 |
| 4    | 櫔木縣   | 大田原市 市貝町 那珂川町 |

### 解析图

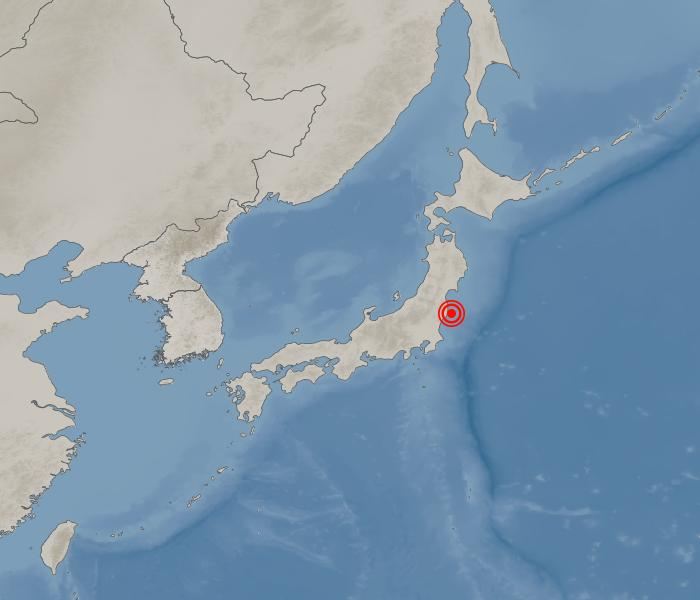
邻国机构韩国气象厅正式测定的震中位置。
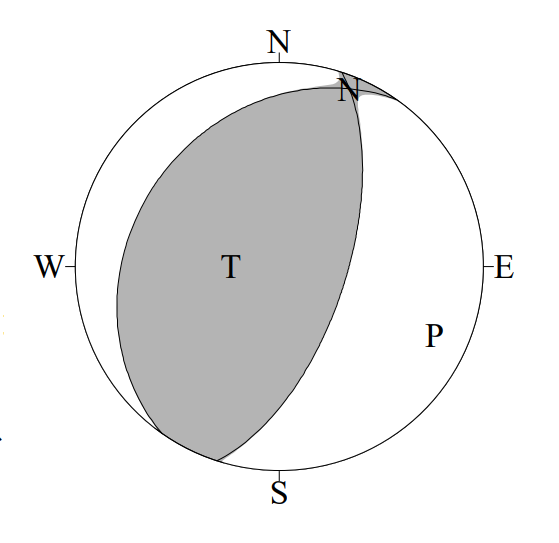
日本气象厅所提供的震源机制解，可初步判定为一次逆断层事件[3]。
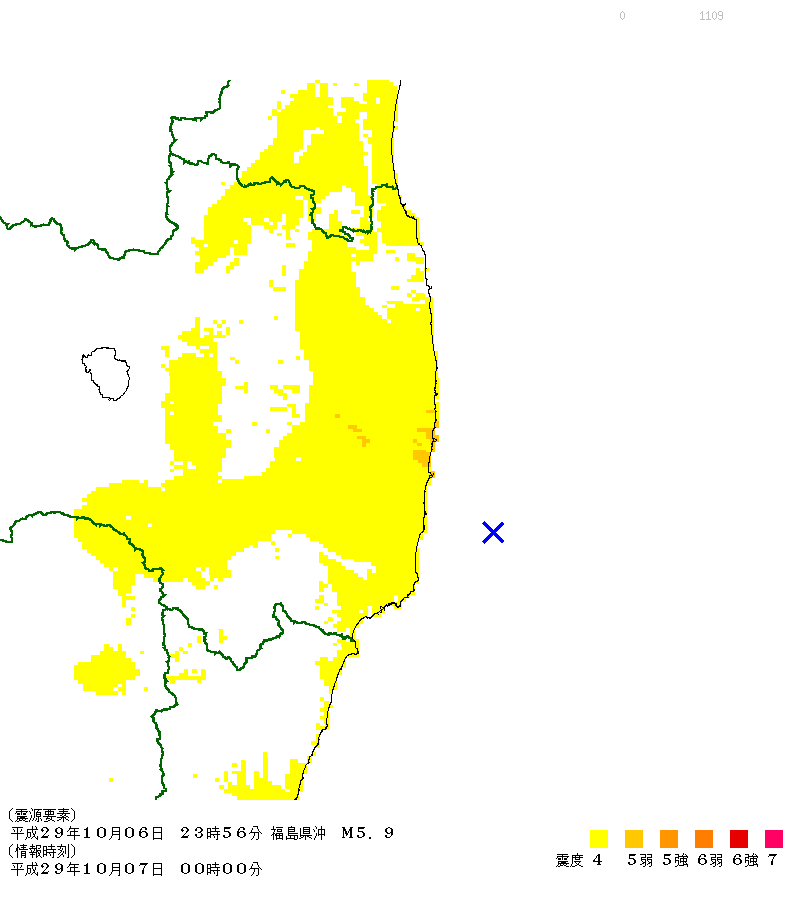
日本气象厅发布的推计震度分布图[29]。
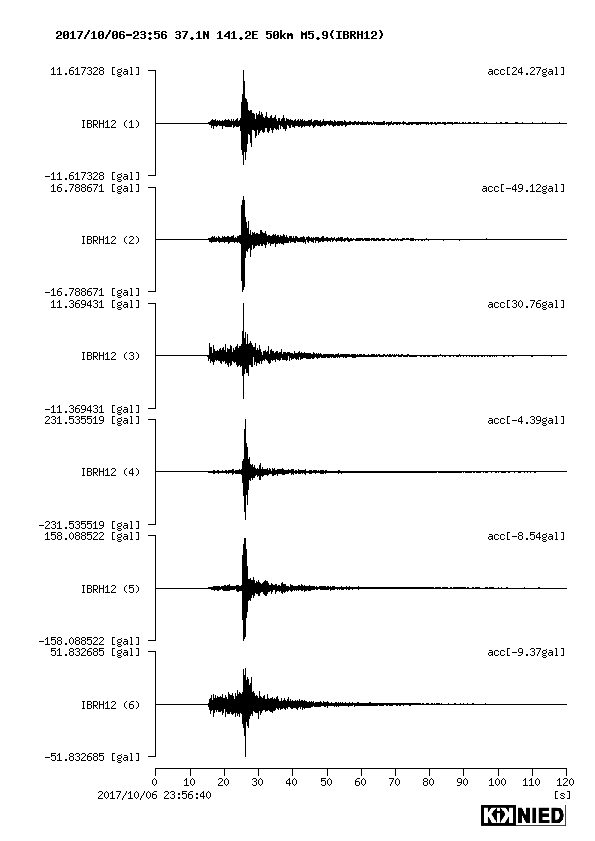
防灾科学技术研究所所记录到的本次地震的波形。

## 余震
| 顺次      | 发震时刻            | 震中                                        | 震中           | 深度   | 地震规模           | 来源          | 注释     |
| 顺次      | 发震时刻            | 经纬度                                      | 地区           | 深度   | 地震规模           | 来源          | 注释     |
| --------- | ------------------- | ------------------------------------------- | -------------- | ------ | ------------------ | ------------- | -------- |
| 主震      | 2017-10-06 23:56:40 | 37°06′00″N 141°11′49″E / 37.100°N 141.197°E | 日本福岛县近海 | 53.0km | Mj5.9 / MW5.6－5.7 | [ 1 ] [ 3 ]   |          |
| 第1次余震 | 2017-10-07 00:00:42 | 37°06′N 141°12′E / 37.10°N 141.20°E         | 日本福岛县近海 | 52.0km | Mj4.1              | [ 30 ]        | [ 註 4 ] |
| 第2次余震 | 2017-10-08 16:41:58 | 37°02′N 141°05′E / 37.04°N 141.08°E         | 日本福岛县近海 | 50.0km | Mj3.4              | [ 32 ]        |          |
| 第3次余震 | 2017-10-19 21:50:30 | 37°09′00″N 140°59′42″E / 37.150°N 140.995°E | 日本福岛县近海 | 49.1km | Mj4.2 / MW4.6      | [ 33 ] [ 34 ] |          |
| 第4次余震 | 2017-10-22 01:25:51 | 37°22′37″N 141°51′32″E / 37.377°N 141.859°E | 日本福岛县近海 | 32.3km | Mj4.6 / MW4.9      | [ 35 ] [ 36 ] |          |

## 反应及影响
日本政府于震后在首相官邸的危机管理中心设置情报联络室，收集有关本次地震的信息。同日，消防廳在震后设置了消防厅灾害对策室，并从位于观测到震度5弱地区的福岛县双葉地方广域市町村圈組合消防本部直接听取受灾情况。福岛县在震后设置特别警戒配备体制、防洪本部和灾害警备对策室，磐城市于震后设置灾害对策本部。由于造成了人员受伤，日本气象厅将本次地震列入了日本附近地区主要被害地震列表。在美国地质勘探局的关于本次地震的DYFI页面中，地震发生后1个小时内就收到了来自日本东北地区和关东地区居民的超过120个摇晃报告。
本次地震引起的摇晃持续了90秒左右，有体感报告称东北地方和关东地方都能感觉到晕眩一般的摇晃。根据美国地质勘探局的资料显示，共有242.5万人口居住在最大烈度IV度的等烈度圈内。其中，居住在福岛县川内村的一位女性不慎在自家摔倒，导致肩膀受伤，后前往医院就诊。东京电力称，曾在2011年日本东北地方太平洋近海地震中发生故障的福岛第一核电站和福岛第二核电站均未发现异常。日本原子力发电株式会社所运营的东海第二核电站以及东北电力运营的女川核电站也均未发现异常。
交通方面，东日本高速公路称，为确保行车安全，常磐自动车道暂时封闭。随后于次日（即2017年10月7日）凌晨1时46分左右重新开放。栃木縣大田原市发生小规模塌方。本次地震亦导致奥羽本线和磐越东线停止运行进行检查，福岛交通饭坂线也进行了检查。上述线路在次日均恢复正常运行。观测到震度4的JR东日本郡山站的供水管破损。车站工作人员进行了详细的检查后，发现新干线检票口的自动检票机也发生了故障。同日，JR东日本称，受本次地震影响，宫城县内东北线出现延误情况。

## 关联条目
- 2011年日本東北地方太平洋近海地震
- 2011年日本东北地方太平洋近海地震前震和余震
- 震中位于附近的2016年福岛地震
- 发生于本次地震发震前7小时左右的2017年10月6日福岛近海地震 (17时00分)[註 5]